# 土佐町立土佐町小学校
土佐町立土佐町小学校（とさちょうりつ とさちょうしょうがっこう）は、高知県土佐郡土佐町にある公立の小学校。2020年（令和2年）9月23日時点の児童数は161名。

## 概要
- 当校は、土佐町内にあった田井・森・相川・名高山・石原・土佐山の5小学校を統合し、町内唯一の小学校として開校した。土佐町立土佐町中学校とは、土佐町小中学校を称して小中一貫教育を行なっている[1]。

## 沿革
- 2009年（平成21年）4月1日 - 田井・森・相川・名高山・石原・土佐山の5校を統合して開校。

## 通学区域
- 土佐町全域[3]

## 周辺施設
- 土佐町立土佐町中学校 - 主な進学先[3]で、同一敷地内。
- 国道439号
- 地蔵寺川
- 伊勢川川

## アクセス
- 嶺北観光自動車「中学校前（土佐町中）」バス停下車。
- 土佐町役場から、
  - 徒歩で「役場通（土佐町）」バス停まで移動し、「役場通（土佐町）」バス停から「中学校前（土佐町中）」バス停まで嶺北観光自動車の路線バスで2分。
  - 車で約2km・約4分。